# Novo Código Penal Brasileiro
A reforma no Código Penal brasileiro é um projeto legislativo de alteração do Código Penal brasileiro. O anteprojeto foi trabalhado por uma comissão de juristas durante sete meses, tendo sido entregue ao presidente do Senado no dia 27 de junho de 2012, e está tramitando sob a denominação de PLS 236/2012. A comissão foi presidida por Gilson Dipp, ministro do Superior Tribunal de Justiça, e relatada por Luiz Carlos dos Santos Gonçalves, procurador regional da República. A proposta de reforma inclui temas controversos, como o aumento da lista de crimes considerados hediondos, facilidade em comprovar a embriaguez ao volante, ampliação das possibilidades de aborto, descriminalização do uso de drogas e questões sobre os crimes cibernéticos.
A ortotanásia é regulamentada e, em alguns casos, haverá perdão judicial para a eutanásia, O anteprojeto propôs-se a unificar a legislação penal brasileira, dispersa em mais de cento e trinta leis especiais e reduzir o número de tipos penais. Sugeriu a consolidação de toda essa legislação no novo Código, que teria, também, sua parte geral atualizada. Pretendeu, por igual, compatibilizar o direito penal com a Constituição brasileira de 1988, propondo, por exemplo, a revogação expressa da Lei de Segurança Nacional, da época do regime militar. Previu um título dos "crimes contra os direitos humanos", incorporando artigos do Tratado de Roma, que criou o Tribunal Penal Internacional.

## Tramitação
No dia 27 de junho de 2012, o anteprojeto foi apresentado ao então presidente do Senado Federal, José Sarney, após sete meses de discussões feitas por uma comissão de juristas comandadas por Gilson Dipp. O projeto de modificação está no Senado Federal como PLS 236/2012. Houve mais de 30 mil sugestões de setores da sociedade civil e de entidades jurídicas e propostas mais de 350 emendas ao projeto, incluindo modificações em pontos polêmicos, como o aborto.
Após a entrega do Relatório da Comissão de Juristas, o Senado Federal criou comissão especial de Senadores para discuti-lo e aprimorá-lo. O relator foi o senador Pedro Taques, que, ao final dos trabalhos, apresentou projeto substitutivo. Muitas das críticas dirigidas ao anteprojeto foram acatadas, em especial às relativas a desproporcionalidade das penas previstas. Todavia, o texto perdeu diversas inovações que haviam sido propostas, como a ampliação da responsabilidade penal das pessoas jurídicas, e a previsão da barganha entre acusação e defesa. Medidas liberalizastes relacionadas ao aborto e uso de drogas também foram descartadas. O crime de "caixa 2" eleitoral foi previsto. O substitutivo Pedro Taques foi aprovado pela Comissão de Senadores e, a seguir, enviado à Comissão de Constituição e Justiça do Senado, onde tramita.

## Propostas originais
O projeto amplia o rol dos crimes hediondos. Os novos crimes hediondos seriam tortura, trabalho escravo, racismo, crimes contra a humanidade e terrorismo. A proposta de tornar a corrupção política crime hediondo não foi aprovada. Conforme o advogado Raul Livino, isso demonstra uma coerência, já que, com o Código Penal de 1940, homicídio qualificado é um crime hediondo, enquanto que terrorismo e crime contra a humanidade não eram considerados crimes hediondos.
A comprovação de embriaguez ao volante ficaria mais fácil. Antes, para comprová-la, era necessário o teste do etilômetro ou exame de sangue, obrigando, num certo sentido, alguém a produzir prova contra si mesmo. Com a proposta, tanto o teste do etilômetro (bafômetro) como o exame de sangue continuarão a ser aceitos como prova, mas para atestar a inocência do motorista. Outros meios de prova podem servir para comprovar a embriaguez do motorista, como, por exemplo, depoimentos de pessoas próximas (podendo até mesmo ser policiais em trabalho), fotos, vídeos, além de outras provas. O texto atual do Código Brasileiro de Trânsito adotou versão assemelhada àquela proposição.
O aborto será autorizado até a 12ª semana de gravidez, caso um médico ou um psicólogo constate que a mãe não tem condições psicológicas para arcar com a maternidade. Há críticas quanto ao próprio aborto e também quanto à limitação do aborto para os casos previstos.
A eutanásia seria proibida e é prevista a punição para quem a realiza, mas com hipóteses de perdão judicial, quando, por exemplo, for realizada honoris causa por um familiar ou alguém com fortes laços de afeição com a vítima. A ortotanásia, regulamentada, seria permitida.
A proposta prevê que o usuário de drogas deixe de responder criminalmente caso semeie, cultive, colha plantas destinadas à produção de drogas para uso pessoal ou porte quantidade para uso pessoal. O anteprojeto traz uma presunção de uso próprio, se alguém for encontrado com quantidade  equivalente a cinco dias de uso normal da substância. Conforme o jurista Técio Lins e Silva, essa quantidade seria avaliada por órgãos de saúde competentes. O modelo foi inspirado em Portugal. Em relação ao traficante e à pessoa que financia o tráfico de drogas, a pena tornou-se mais rígida, chegando até 21 anos de prisão.
Crimes cibernéticos foram previstos em capítulo específico, inspirados na Convenção de Budapeste. Seriam condutas como o roubo de senhas, de cartões de crédito, além de subtração de dinheiro. Os crimes cibernéticos não eram previstos pelo Código Penal de 1940. Além disso, a proposta irá aumentar o número de crimes para enquadramento do crime de discriminação. A modificação prevê crime, além dos casos já previstos, a discriminação por gênero, identidade de gênero, procedência regional e orientação sexual.
Para maus-tratos de animais, a pena seria mais rigorosa, já que, no Código Penal de 1940, é apenas contravenção. As penas chegariam de 1 a 4 anos de prisão. Abandono de animais domésticos, silvestres ou que estão em rota migratória seria considerado crime.
Há propostas para tornar atos como bullying e stalking crimes. O bulliyng é definido no código penal como "intimidação vexatória" e chegaria a quatro anos de prisão; stalking é definido como "perseguição obsessiva" e chegaria a seis anos de prisão. Outros crimes propostos seriam o crime de milícia, corrupção entre particulares, enriquecimento ilícito, além de outros.

## Críticas

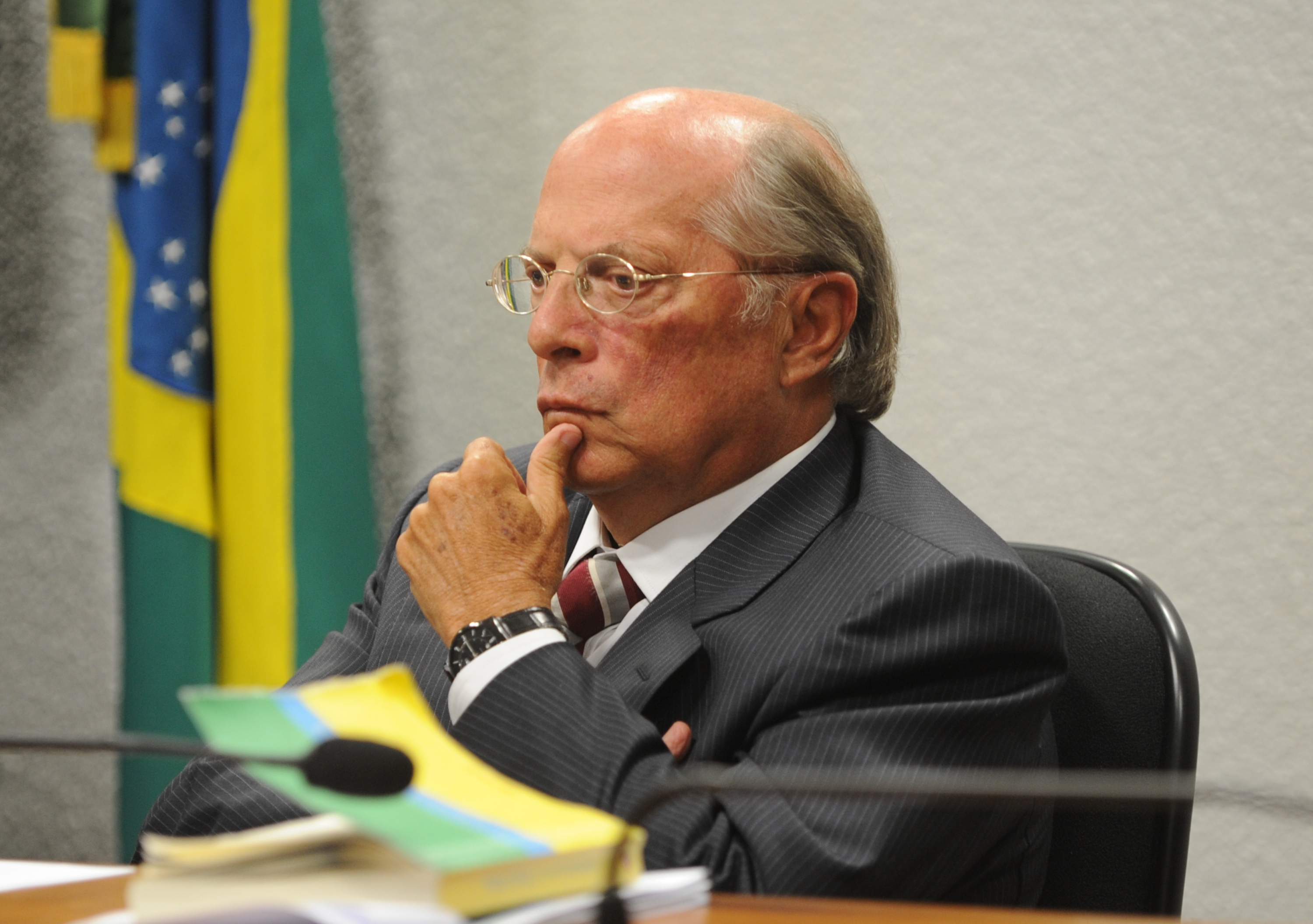
O jurista e ex-ministro da justiça Miguel Reale Júnior participa de audiência pública no Senado sobre a reforma do Código Penal.

Há diversas críticas ao novo código penal. Uma parte delas veio de setores conservadores do Senado, como a bancada evangélica e de quem acha o código penal excessivamente liberal.
Quanto à legalização do aborto, a bancada evangélica foi totalmente contra o anteprojeto. O grupo de feministas, ao contrário, critica o novo código penal, pois precisaria da autorização do médico para fazer o aborto. Há críticas também sobre a forma que o aborto é permitido, dizendo que oferecia fragilidade para que equívocos pudessem acontecer.
A criminalização da homofobia, ou seja, tornar o ato igual ao crime de racismo, sofreu críticas por parte do pastor evangélico Silas Malafaia, que disse que a raça não é um comportamento e que a homossexualidade é comportamento.
O então presidente da Ordem dos Advogados do Brasil Ophir Cavalcante criticou a desproporcionalidade das penas. Ele deu o exemplo de que destruir ninho de animais silvestres prevê uma pena de dois a quatro anos de prisão e de que quem comprar animais silvestres tem pena de até seis meses de prisão, enquanto que abandono de incapaz tem pena de um a quatro anos. A diminuição da idade de estupro de vulnerável (de 14 para 12 anos) foi apontada como uma tentativa de legitimar e promover a pedofilia.